# Борове (гміна Варка)
Борове (пол. Borowe) — село в Польщі, у гміні Варка Груєцького повіту Мазовецького воєводства.
Населення — 47 осіб (2011).
У 1975-1998 роках село належало до Радомського воєводства.

## Демографія
Демографічна структура станом на 31 березня 2011 року:
|          | Загалом | Допрацездатний вік | Працездатний вік | Постпрацездатний вік |
| -------- | ------- | ------------------ | ---------------- | -------------------- |
| Чоловіки | 26      | 6                  | 18               | 2                    |
| Жінки    | 21      | 5                  | 11               | 5                    |
| Разом    | 47      | 11                 | 29               | 7                    |